# Saint-Jean-de-la-Blaquière
Saint-Jean-de-la-Blaquière is een gemeente in het Franse departement Hérault (regio Occitanie) en telt 361 inwoners (1999). De plaats maakt deel uit van het arrondissement Lodève.

## Geografie
De oppervlakte van Saint-Jean-de-la-Blaquière bedraagt 16,9 km², de bevolkingsdichtheid is 21,4 inwoners per km².
De onderstaande kaart toont de ligging van Saint-Jean-de-la-Blaquière met de belangrijkste infrastructuur en aangrenzende gemeenten.

## Demografie
Onderstaande figuur toont het verloop van het inwonertal (bron: INSEE-tellingen).